# Cidariophanes luculenta
Cidariophanes luculenta är en fjärilsart som beskrevs av William Schaus 1911. Cidariophanes luculenta ingår i släktet Cidariophanes och familjen mätare. Inga underarter finns listade i Catalogue of Life.